# An Lộc, thành phố Hồng Ngự
An Lộc là một phường thuộc thành phố Hồng Ngự, tỉnh Đồng Tháp, Việt Nam.

## Địa lý
Phường An Lộc nằm ở trung tâm thành phố Hồng Ngự, có vị trí địa lý: 
- Phía đông và phía nam giáp phường An Bình A
- Phía tây giáp huyện Hồng Ngự với ranh giới là sông Tiền
- Phía bắc giáp phường An Thạnh.

Phường có diện tích 4,00 km², dân số năm 2008 là 14.534 người, mật độ dân số đạt 3.632 người/km².

## Lịch sử
Địa bàn phường An Lộc trước đây là một phần xã An Bình A, huyện Hồng Ngự.
Ngày 30 tháng 11 năm 2004, Chính phủ ban hành Nghị định 194/2004/NĐ-CP. Theo đó, điều chỉnh 400,54 ha diện tích tự nhiên và 7.811 người của xã An Bình A (thuộc địa giới hành chính phường An Lộc ngày nay) về thị trấn Hồng Ngự quản lý.
Ngày 23 tháng 12 năm 2008, Chính phủ ban hành Nghị định 08/NĐ-CP. Theo đó, thành lập thị xã Hồng Ngự từ một phần diện tích và dân số của huyện Hồng Ngự và thành lập phường An Lộc thuộc thị xã Hồng Ngự trên cơ sở điều chỉnh 400,14 ha diện tích tự nhiên, 14.534 người của thị trấn Hồng Ngự.
Ngày 18 tháng 9 năm 2020, Ủy ban Thường vụ Quốc hội ban hành Nghị quyết 1003/NQ-UBTVQH14 thành lập thành phố Hồng Ngự trên cơ sở toàn bộ diện tích và dân số của thị xã Hồng Ngự, phường An Lộc thuộc thành phố Hồng Ngự như hiện nay.